# Garryaväxter
Garryaväxter (Garryaceae) är en familj av tvåhjärtbladiga växter. Garryaväxter ingår i ordningen garryaordningen, klassen tvåhjärtbladiga blomväxter, fylumet kärlväxter och riket växter. Enligt Catalogue of Life omfattar familjen Garryaceae 25 arter. 
Arterna förekommer i Nordamerika, Centralamerika, Karibien och nordöstra Asien. De är utformade som buskar eller träd. Tidigare infogades några arter i videväxter, porsväxter eller kornellväxter. Arterna från släktet aukubor hittas i Asien och från släktet Garrya i Amerika. Medlemmarna är städsegröna växter. Bladen sitter på kvisten mittemot varandra. Frukterna påminner om vindruvor i utseende. Några arter odlas som prydnadsväxter.
Släkten enligt Catalogue of Life:
- aukubor (Aucuba)
- Garrya

## Bildgalleri

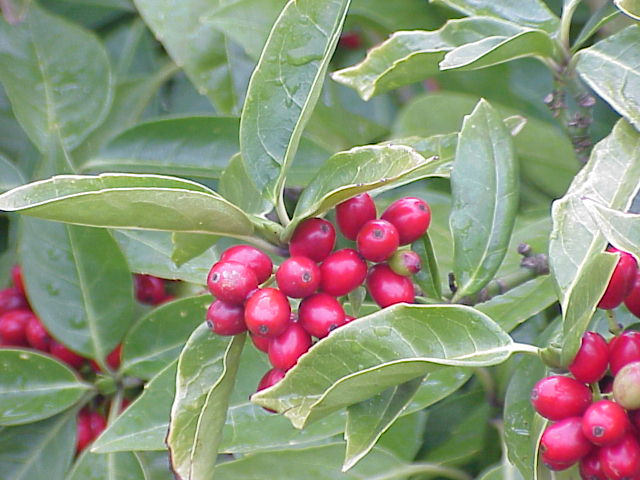
Aucuba japonica